# Geschichte der Gehörlosen (1700–1880)
Dieser Artikel befasst sich mit der Geschichte der Gehörlosen bzw. der Deaf History im 18. Jahrhundert, die Zeit des Samuel Heinicke und des  Abbé de l’Epée, sowie im 19. Jahrhundert, die Zeit von Abbé Sicard, Eduard Fürstenberg, Thomas Hopkins Gallaudet und Alexander Graham Bell bis zum Mailänder Kongress von 1880.

## Daten und Ereignisse von 1700 bis 1880

### 18. Jahrhundert, Samuel Heinicke und der Abbé de l’Epée
Ab etwa 1700 vollzogen sich die wesentlichen bekannten Ereignisse und Entwicklungen vor allem in den deutschsprachigen Ländern, Frankreich und Neuengland bzw. den USA. Sie beeinflussten sich teils gegenseitig, teils liefen die Entwicklungen im gleichen Zeitraum in unterschiedliche Richtungen. Dies sichtbar und vergleichbar zu machen, wird mit der parallelen Darstellung von Daten und Ereignissen in drei Spalten versucht.
Samuel Heinicke und der Abbé de l’Epée engagieren sich in der pädagogischen Betreuung tauber Kinder, mit unterschiedlichen Methoden liefern sie die Grundlage für den späteren Methodenstreit der „Taubstummen“- bzw. Gehörlosenpädagogik im 19. und 20. Jahrhundert.
| Deutschsprachige Länder | Frankreich | England und Neuengland |
| 1700 | 1700 | 1700 |
| --- | --- | --- |
| Johann Konrad Ammann, (1669–1724 ?) Sohn eines Großkaufmannes in Schaffhausen Schweiz, Lebensdaten unklar, promoviert 1696 oder 1749 (?) in Leiden, Holland zum Doktor der Medizin und wird „Taubstummenarzt und Taubstummenlehrer“. Er erfindet eine „mündliche“ Methode zur Unterrichtung tauber Kinder, die später von Samuel Heinicke und John Wallis (1616–1703) in England übernommen worden sein soll. Nach anderen Quellen soll dagegen Ammann die von Wallis entwickelte Phonetik-Lehre ins Deutsche übersetzt und verbessert haben 1. | – Keine bekannten Ereignisse – | 1710 Die Einwanderung auf der Insel Martha’s Vineyard kommt praktisch zum Erliegen. Nachfahren der Siedler aus dem kentischen Weald leben vor allem in den Ortschaften Tisbury und Chilmark. |
| 1740 | | |
| – Keine bekannten Ereignisse – | 1744 Jacob Rodrigues Pereira (1715–1780) beginnt als erster Lehrer in Frankreich taube Schüler zu unterrichten. Pereira beherrscht selbst die Gebärdensprache, zieht es jedoch vor, die Schüler oral zu unterrichten. Angeblich folgt er dabei den von Juan Pablo Bonet beschriebenen Methoden. Für seinen lautsprachlich orientierten Unterricht erstellt und verwendet er anstelle des orthografischen Fingeralphabets ein phonetisch orientiertes Fingeralphabet, das im Französischen eine zügigere Verständigung zulassen soll. Er lernt Etienne de Fays Schüler d'Azy d’Etavigny kennen, lehrt ihn sprechen und führt ihn dann 1749 dem König und der Akademie in Paris vor. | 1740 Die Anzahl der Tauben auf Martha’s Vineyard ist seit dem Ende des 17. Jahrhunderts stetig gestiegen und erreicht in diesem Jahrzehnt ihren Höhepunkt mit 45 Personen. Der Anteil der Tauben an der Inselbevölkerung beträgt 1:155, in der Ortschaft Tisbury allein 1:49, in Chilmark 1:25. |
| 1750 | | |
| 1755 Der sächsische Leibgardist Samuel Heinicke (1727–1790) unterrichtet Kinder im Schreiben und in der Musik. Hierbei unterrichtet er auch einen tauben Jungen in der Lautsprache. | 1760 Dem Abbé Charles-Michel de l’Epée (1712–1789) werden zwei taube Kinder vorgestellt, deren Erzieher kurz zuvor verstorben war. Er nimmt die Schwestern bei sich auf und unterrichtet sie weiter. Aus der Beobachtung der von ihnen untereinander verwendeten Gesten und der Idee einer naturgemäßen Erziehung (nach Rousseau) folgend bediente er sich im Unterricht ebenfalls dieser Gesten. | 1760 Thomas Braidwood (1715–1806) gründet in Edinburgh eine Privatschule für taube Kinder. Braidwood akzeptiert „natürliche Gesten“ solange die Lautsprache nicht beherrscht wird und benutzt das Zwei-Hand-Fingeralphabet, das bis heute in Großbritannien gebräuchlich ist.                   |
| 1770 | | |
| 1769 Samuel Heinicke, nach Kriegsgefangenschaft, Studium und Heirat inzwischen nach Eppendorf (Hamburg) bei Hamburg umgezogen, wird Kantor und Dorfschulmeister. Hier unterrichtet er auch wieder einen tauben Schüler, der darauf schriftlich die Konfirmation ablegen kann. Angeblich folgt Heinicke mit seiner Unterrichtsmethoden den Lehren des schweiz-niederländischen Arztes Johann Conrad Ammann (1669–1724). | 1771 Der Abbé de l’Epée nimmt weitere taube Kinder zum Unterricht auf und gründet die „Institution Nationale des Sourds-Muets de Paris“. Sie wird weltweit meist als die erste Schule für Taube angesehen. Abbé de l’Epée folgt der Anschauung von Descartes, dass Sprache ein Zeichensystem ist, das außerhalb des Menschen existiert. Es sei daher möglich, Sache und Zeichen in jeder Weise willkürlich miteinander zu verbinden, also auch Sache und Gebärde. Aus diesem Gedanken entwickelte er aus den von ihm beobachteten „natürlicher Gestenzeichen“ mit zusätzlichen Erweiterungen durch grammatische Zeichen ein System „methodischer Gebärden“. (Weitere Ausführungen zu Zielen und Methoden de l’Epées) Es ist zu vermuten, dass Abbé de l’Epées „methodische Gebärden“ durch die Hinzufügung von grammatischen Zeichen und die Anlehnung an die französische Grammatik etwa dem entspricht, was heute im Gegensatz zur echten Gebärdensprache als Lautsprachbegleitende Gebärden (LBG) verstanden wird. Die Methode des Unterrichtens mit Gebärdensprache wird nunmehr international als die „französische Methode“ bezeichnet, dies speziell in Abgrenzung zur „deutschen Methode“ von Samuel Heinicke, die (fälschlicherweise) als rein Lautsprach-orientiert bzw. „oral“ begriffen wird. | – Keine bekannten Ereignisse – |
| 1777 Der Pfarrer Heinrich Keller gründet in der Schweiz die erste kleine „Taubstummenschule“, indem er zwei taube Knaben in sein Pfarrhaus in Schlieren aufnimmt. 1778 Samuel Heinicke zieht mit seinen inzwischen 9 Schülern von Eppendorf nach Leipzig um und gründet das „Chursächsische Institut für Stumme und andere mit Sprachgebrechen behaftete Personen“. Heinicke verfolgt das Ziel, seine Schüler vorrangig an die Lautsprache heranzuführen und in dieser zu unterrichten. Er benutzt jedoch auch Gebärden, um die Begriffe der Lautsprache zu erklären. Heinickes Methode wird mit der fälschlichen Reduzierung auf den lautsprachlichen bzw. „oralen“ Aspekt und in Abgrenzung zu den Methoden des französischen Abbé de l’Epée international als die „deutsche Methode“ definiert. | 1776 Abbé de l’Epée gibt das Werk „Institution des sourds-muets par la voie des signes méthodiques“ und 1784 „La véritable manière d'instruire les sourds et muets, confirmée par une longue expérience“ heraus und beginnt ein „Allgemeines Lexikon der Gebärdenzeichen“, das von seinem Nachfolger, dem Abbé Abbé Sicard vollendet wurde. | – Keine bekannten Ereignisse – |
| 1779 Maria Theresias Sohn, Joseph II. gründet das Wiener Institut für Taubstumme, nachdem er auf einer Frankreichreise die Schule de l’Epées und dessen Unterrichtsergebnisse kennengelernt hatte. Die beiden ersten Direktoren (Johann Friedrich Stork und Joseph May) werden zur Ausbildung zum Nationalinstitut in Paris geschickt. | 1779 Pierre Desloges (1742–?), tauber Buchbinder und Möbeldekorateur schreibt das einzige Buch dieses Jahrhunderts das ausschließlich von einem „Taubstummen“ verfasst wurde. Er weist darauf hin, dass eine strukturierte Gebärdensprache in Frankreich lange vor der Erfindung der methodischen Zeichen des Abbé de l’Epée benutzt wurde. Claude-André Deseine (1740 Paris – 1823 Gentily) nahm das Studium der Bildhauerei erst nach einem „milden“ Gerichtsurteil wegen Erbschaft 1779 auf. Er erhielt danach mehrere Privataufträge und gewann bei einem Wettbewerb der Jakobiner-Gesellschaft 1791 mit einer Büste von Mirabeau. Der Fall Joseph ab 1779 war einer der wichtigsten Prozesse des 18. Jahrhunderts in Frankreich. Joseph, auf der Straße ausgesetzt, war wirklich der Sohn des Grafen Solar. Abbe de l'Epée kämpfte für ihn um das Recht auf den Adelstitel und fungierte als Dolmetscher. Dieser Fall wurde durch Theateraufführungen später in Europa berühmt. | 1783 Die von Thomas Braidwood in Edinburgh gegründete Privatschule für taube Kinder zieht nach Hackney in London, England um. |
| 1780 | | |
| 1788 Ernst Adolf Eschke (1766 bis 1811), der Schwiegersohn von Heinicke, gründete die Schule in Berlin. Eschke verfolgte weniger die mehrheitlich orale Methode Heinickes anstelle einer Methode, die auch der Gebärdensprache mehr Raum gab. | 1789 Abbé de l’Epées Nachfolger Abbé Roch-Ambroise Cucurron Sicard baut das System der methodischen Zeichen weiter aus. Er beschäftigt geistig sehr hochstehende ehemalige Schüler als Lehrer und betreibt eine erfolgreiche Öffentlichkeitsarbeit. 1791 Die französische Nationalversammlung dekretiert die Aufnahme des Abbé de l’Epée in die Liste der „Wohltäter der Menschheit“. Die private „Pariser Anstalt“ wird das staatliche „Nationalinstitut“ umgewandelt. 1838 wird eine Bronzebüste über Abbé de l’Epées Grab in der Kirche von Saint-Roch in Paris errichtet. 1793 Die französische Revolution ist ausgebrochen. Nach einer Denunziation durch einen ehemaligen Kollegen wird Abbé Sicard vor das Revolutionstribunal gestellt, das meist ein Todesurteil oder die Deportation ausspricht. Daraufhin überreicht sein Schüler Jean Massieu der Versammlung eine Petition, in der „Die taubstummen Schüler des Abbé Sicard“ um die „Rückkehr ihres Vaters, ihres Freundes und Lehrers“ flehen. Die Versammlung ist überaus bewegt, als ihr Sekretär Massieus Eingabe vorliest. Sicard entkommt der Hinrichtung bzw. Deportation. | – Keine bekannten Ereignisse – |
| 1799 In Kiel gründet Georg Wilhelm Pfingsten eine Schule, die 1810 nach Schleswig umzieht. | 1797 Der taube Laurent Clerc, der einmal die wichtigste historische Figur der US-amerikanischen Tauben werden sollte, tritt als 12-Jähriger Schüler in das Nationalinstitut für Taubstumme in Paris ein. | – Keine bekannten Ereignisse – |

### 19. Jahrhundert – der Methodenstreit
Gegen Ende des 18. Jahrhunderts gab es 21 Schulen für Gehörlose, an denen zum Teil auch versucht wurde, tauben Kindern primär die Lautsprache beizubringen.
Zunehmend werden Menschen nach ihrer gesellschaftlichen Nützlichkeit beurteilt. Der Taubstumme und dessen Brauchbarmachung zum bürgerlichen Handwerker und anderen Gewerben ist ein für diesen Gedanken exemplarischer Titel einer Darlegung, die von einem J. M. Weinberger 1805 in Wien gegeben wird. Damit wurde der „Industrieschulgedanke“ in das Taubstummenbildungswesen eingeführt.
Dabei wird stets diskutiert, welche Sprache die Tauben lernen sollen – die der Hörenden, die Lautsprache, die sie selbst nicht oder nur unvollkommen verstehen oder ihre eigene Gebärdensprache, die umgekehrt die Hörenden nicht verstehen?
Der Abbé de l’Epée schuf das gebärdensprachlich orientierte und später „französische Methode“ genannte Unterrichtsmodell, das mit dem mehrheitlich oral ausgerichteten und als „deutsche Methode“ bezeichneten Modell von Samuel Heinicke konkurriert. Daraus entsteht der „Methodenstreit“, der sich dann über zweihundert Jahre hin fortsetzt und bis heute kein Ende gefunden hat.
Paradoxerweise findet die Auseinandersetzung nicht zwischen den beiden Ländern, sondern jeweils landesintern statt: In Frankreich und gerade auch am „Nationalinstitut für Taubstumme“ wird die orale Methode eingeführt und in Deutschland breitet sich teilweise die Gebärdensprache im Unterricht aus.
In diesem Jahrhundert beginnt auch in den USA der Gedanke der „Taubstummenbildung“ Fuß zu fassen.

Bildergalerie
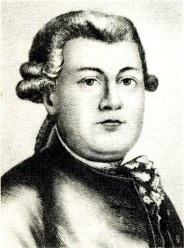
Samuel Heinicke 1727–1790, Erfinder der Deutschen Methode
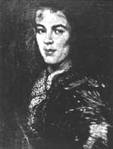
Johann Konrad Ammann 1669–1724, Verfasser von Anleitungen zur Erziehung von „Taubstummen“
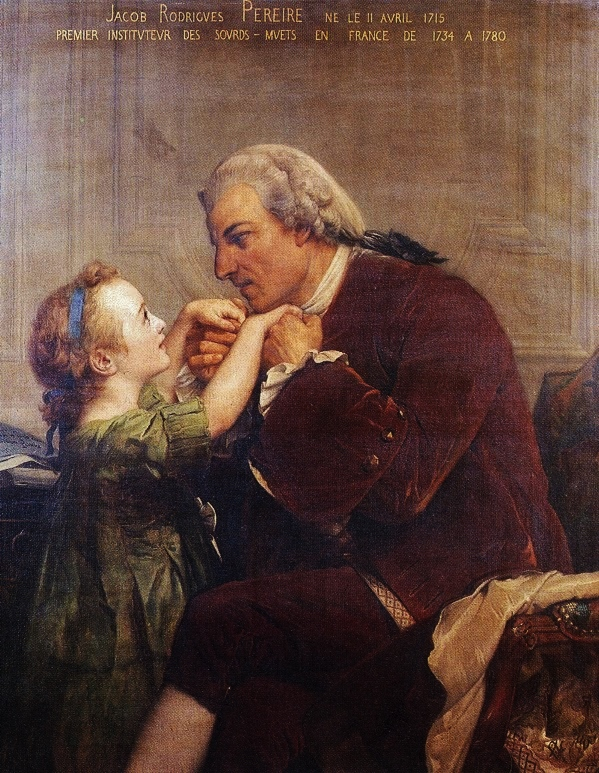
Jacob Rodrigues Pereira 1715–1780, entwickelte eine Lehrmethode für „Taubstumme“
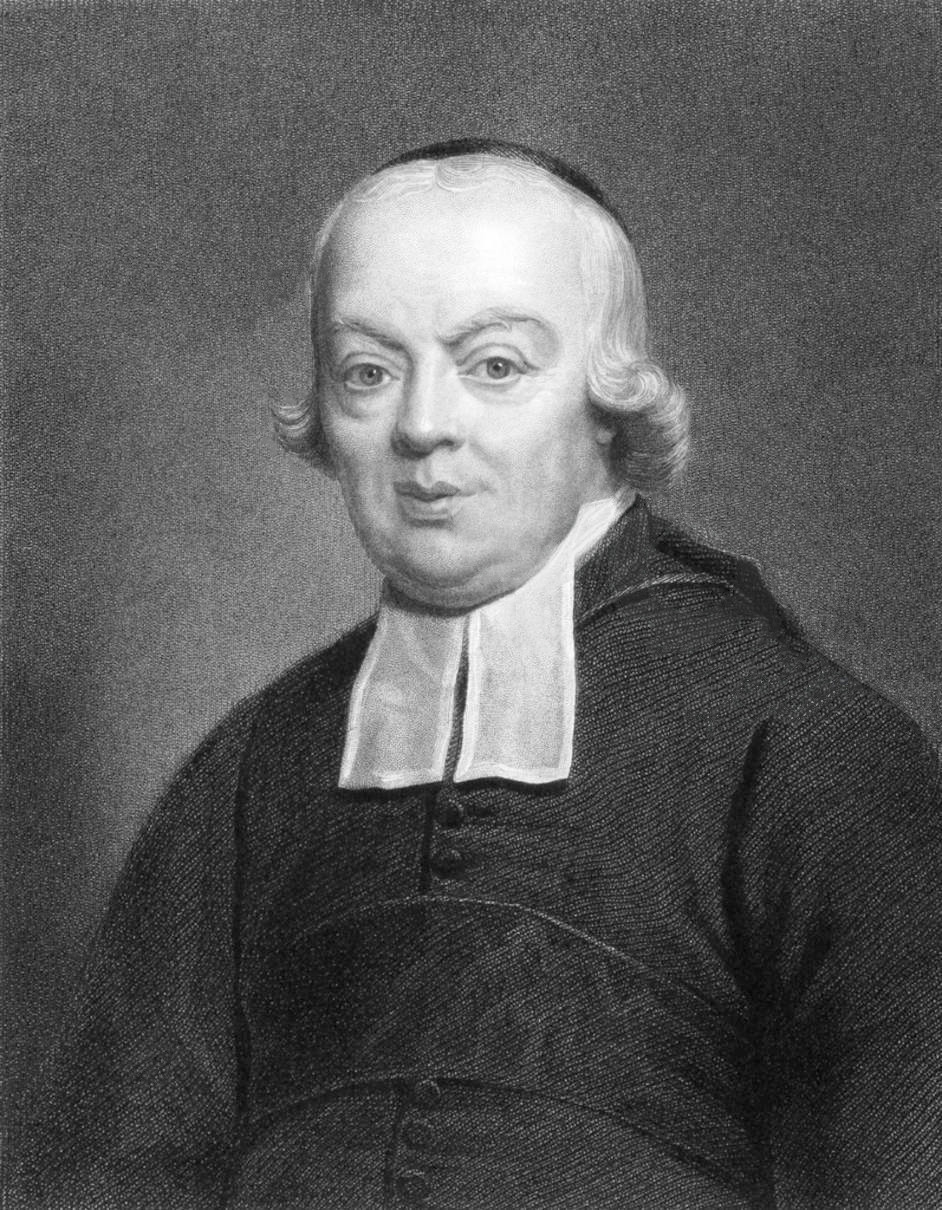
Charles-Michel de l’Epée 1712–1789, Pionier der Gehörlosenpädagogik
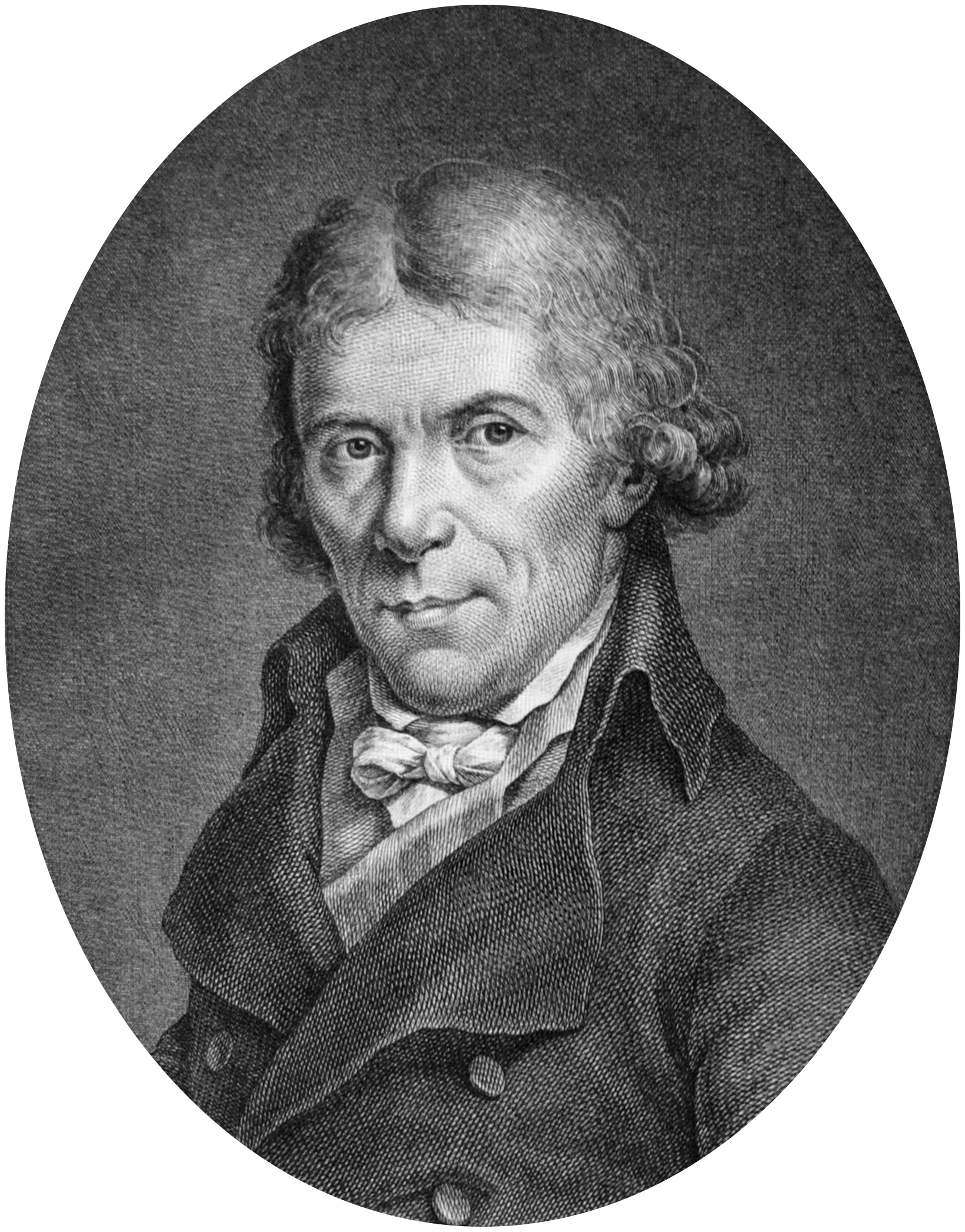
Roch-Ambroise Cucurron Sicard 1742–1822, französischer Geistlicher und Taubstummen-Lehrer
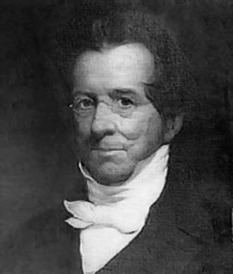
Thomas Hopkins Gallaudet 1787–1851, begründete 1816 mit Laurent Clerc die Schulbildung für taube Kinder in den USA
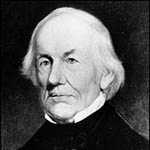
Laurent Clerc 1785–1869, Mitarbeiter von Thomas Hopkins Gallaudet
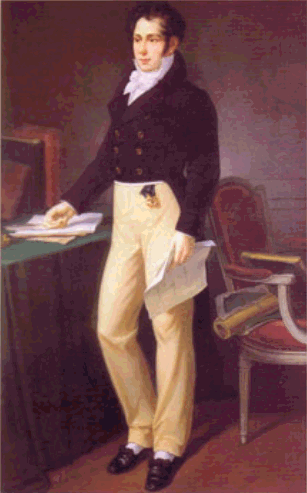
Roch-Ambroise Auguste Bébian 1789–1839, schuf 1825 die Mimographie der „natürlichen Gebärden-Zeichen“
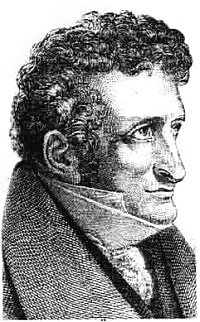
Jean Itard 1774–1838, französischer Arzt und Taubstummenlehrer
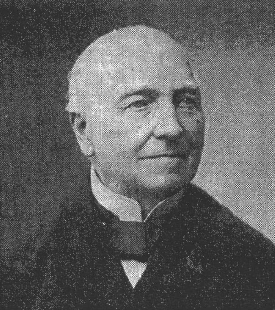
Ferdinand Berthier 1803–1886, Vorkämpfer für die Rechte der Gehörlosen in Frankreich

| Deutschsprachige Länder | Frankreich | USA |
| 1800 | 1800 | 1800 |
| --- | --- | --- |
| 1803 Der taube Schüler Johann Carl Habermaß (1783 Berlin – 1826 Berlin) wurde von Eschke gefördert. Habermaß arbeitete ab 1803 als Hilfslehrer und dann ab 1811 als Lehrer bis zu seinem Tod. Er leitete zeitweise auch Seminare für angehende Lehrer. | 1808 Sicard legt das Wörterbuch der Gebärdensprache „Théorie de signes“ in 2 Bänden 9 vor. | 1812 John Braidwood, Enkel von Thomas Braidwood in London, gründet eine Schule für taube Kinder 1812 in Cobb, Virginia, die jedoch nur kurze Zeit besteht. |
| 1817 Der taube Otto Friedrich Kruse (1801–1880) besucht die Schule von Pfingsten in Kiel und Schleswig und wird dort 1817 Hilfslehrer. Danach ist Kruse neun Jahre Privatlehrer in Altona und in Bremen, bis er 1834 wieder in Taubstummen-Institut Schleswig als Klassenlehrer und Fachlehrer tätig wird. 1872 ging er in Pension. Er hinterließ viele Schriften und versuchte auch mit Beiträgen in den Zeitschriften der T-Lehrer, eine kritische Haltung bei ihnen gegenüber der einseitig gewordenen oralen Methode zu fördern. Er erhielt vier Orden für seine Verdienste, 1873 wurde ihm vom Gallaudet-College in Washington die Ehrendoktorwürde verliehen. 1818 Freiherr Hugo von Schütz (1780 Camberg – 1847 Wiesbaden), Schüler von Stork und May von 1788 bis 1797 in der Wiener Schule, gibt Privatunterricht für die taubstummen Kinder in Camberg. 1818 gründet er dort eine Privatschule. Die Schule wird 1820 verstaatlicht, und er arbeitet als deren Direktor bis zur mysteriösen Aufgabe des Postens 1828. | 1815 In Begleitung seiner ehemaligen Schüler und jetziger Lehrer-Kollegen Jean Massieu und Laurent Clerc hält Abbé Sicard durch Vermittlung von Fouché öffentliche Vorlesungen in London ab und erntet damit Beifall. Sicard, Clerc und Massieu begegnen während des Aufenthalts in London dem US-amerikanischen Reverend Thomas Hopkins Gallaudet, der nach Methoden zur Unterrichtung tauber Kinder forscht. | 1815 In den USA trifft der Prediger Thomas Hopkins Gallaudet die 9-jährige taube Alice Cogswell und erfährt, dass es in Amerika keine Schule für Taube gibt. Der Vater von Alice, Dr. Mason Cogswell, bittet Gallaudet, in Europa nach Unterrichtsmethoden für taube Kinder zu forschen, insbesondere bei der Familie Braidwood in England. Gallaudet findet die Braidwoods abgeneigt, ihr Wissen mitzuteilen, zudem die Resultate der dort angewendeten oralen (lautsprachlichen) Methode unbefriedigend. In London trifft er Abbé Sicard, Leiter der französischen „Institution Nationale des Sourds-Muets“ in Paris und zwei seiner tauben Lehrkörpermitglieder, Laurent Clerc und Jean Massieu. Sicard lädt Gallaudet nach Paris ein, die dortigen Methoden zu studieren. Beeindruckt von den Erfolgen der gebärdensprachlichen „manuellen“ Methode studiert Gallaudet die Unterrichtsmethoden unter Sicard und erlernte die Gebärdensprache von Massieu und Clerc, beide gebildete Absolventen der Schule. Bei seiner Rückreise 1816 bittet Gallaudet Laurent Clerc, ihn zu begleiten. 1817 Clerc und Gallaudet reisen durch die USA und sammeln Spenden. Damit wird in Hartford, Connecticut das „Connecticut Asylum for the Education and Instruction of Deaf and Dumb and Blinds“, die erste Schule für Taube in Amerika eingerichtet. Sie wird bis heute unter dem Namen „American School for the Deaf“ am gleichen Ort weitergeführt. |
| 1820 | | |
| 1820 L. Graßhoff regt an, auf einem Gelände in der Nähe von Berlin, für die Abgänger der Königlichen Anstalt eine Taubstummengemeinde zu gründen. Die Begründung für seinen Vorschlag lag darin, dass die Gebärdensprache von den Hörenden nicht verstanden werde und dass selbst, wenn die Gehörlosen sprechen und schreiben könnten, es keine Unterhaltung zwischen beiden gäbe. In der ersten Hälfte des 19. Jahrhunderts entwickelt sich in Deutschland die „Verallgemeinerungsbestrebung“, die etwa dem heutigen Gedanken des „Mainstreaming“ entspricht. | 1822 Die unmittelbaren Nachfolger Sicards, Abbé Goudelin (1822–1823) und Abbé Périer (1823–1827) halten an der vorgegebenen Methode noch fest. 1824 Roch-Ambroise Auguste Bébian (1789–1839) war der erste taube Lehrer in Frankreich und Autor der 1825 veröffentlichten „Mimographie“, einer Beschreibung der „natürlichen Zeichen“. | 1825 Kinder von Martha’s Vineyard werden zur schulischen Ausbildung an das American Asylum in Connecticut geschickt. Die Amerikanische Gebärdensprache ASL (American Sign Language) bildet sich hier aus der französischen Gebärdensprache des ersten lehrers Laurent Clerc und der bereits weit ausgebildeten Gebärdensprache der Kinder vom Martha’s Vineyard, die wiederum ihren Ursprung in der Gebärdensprache der Siedler aus dem kentischen Weald hat. |
| 1826 Der Direktor der Wiener Schule, Michael Venus, gibt ein Methodenbuch heraus: „M. Venus, Methodenbuch oder Anleitung zum Unterricht der Taubstummen“, Wien 1826. Unter seiner Leitung wurden in Wien zahlreiche Lehrer ausgebildet, die später Institute gründeten. Die Wiener Schule übt erheblichen Einfluss auf die Schulen im süddeutschen Raum aus. Ihre Unterrichtsmethode: Jedes neue Wort wird durch Handalphabet und Schrift vermittelt und durch natürliche und künstliche Gebärden erklärt. Didaktisches Prinzip: Der Taubstumme kann die Sprache nicht erlernen, ohne sie mit der Sprachlehre zu verbinden. Daher liegt dem Sprachaufbau ein festgeführter Kanon, der nach grammatikalischem Gesichtspunkten gegliedert ist, zugrunde. Die norddeutschen Staaten halten in der Nachfolge Samuel Heinickes theoretisch am Prinzip der Lautsprachmethode fest, stehen bezüglich der Praxis dennoch unter dem Einfluss der Gebärdenmethode. An die Stelle des „Denkens in der Tonsprache“ (Heinicke) treten die Gebärde, die Schrift und das Fingeralphabet. | 1828 Der von Sicard an das Institut gerufene Ohrenarzt Jean Itard (1774–1838) betrieb Hörerziehungsversuche zur Anwendung und Ausbildung der Lautsprache. Sein Ansatz war, die vorhandenen Hörreste für das Erlernen und Nachahmen der Lautsprache zu nutzen. Da er aber im überwiegend gehörlosen Kollegium keine Lehrer für seine Artikulationsübungen fand, unterrichtete er selbst. Auf seine Empfehlung hin wurde seitens des Ministeriums des Innern im Nationalinstitut eine „Artikulationsklasse“ eingerichtet. Itard verpflichtete durch große Legate in seinem Testament den Verwaltungsrat des Instituts, ständig eine „Classe d'articulation“ einzurichten. 1831 Désiré Ordinaire führt als neuer Direktor die „Methode orale“ in das Pariser Nationalinstitut ein. Ordinaire, Doktor der Medizin und Professor der Naturgeschichte, unternahm zuvor Reisen in die Schweiz und besuchte dort sog. „Humanitätsanstalten“. Er studierte die Lautsprachmethode und vertrat sie nachhaltig in mehreren Schriften. | Die tauben Mitbürger auf Martha’s Vineyard sind in jeder Hinsicht in die Gemeinschaft der Insel integriert. Es steht ihnen frei, Hörende oder Taube zu heiraten. Nach den Steuerunterlagen haben sie meist ein durchschnittliches oder überdurchschnittliches Einkommen und einige von ihnen sind sogar wohlhabend. Die hörenden Bewohner beherrschen die Gebärdensprache und gebrauchen sie sogar dann, wenn keine andere taube Person anwesend ist. Die Vineyarder leben in dem Glauben, dass die Präsenz tauber Mitbürger weltweit in gleichem Maße wie bei ihnen verbreitet sei. Sie sind später – um 1895 – sehr erstaunt, als sie deswegen zum Gegenstand von Zeitungsberichten und von Forschungen werden. Es wird berichtet, dass im 19. Jahrhundert alle tauben Vineyarder mit einer Ausnahme Englisch lesen und schreiben können. |
| 1830 | | |
| 1848 Der taube Eduard Fürstenberg (1827 Berlin – 1885 Berlin) gründet den „Allgemeinen Taubstummen-Unterstützungsverein von Groß-Berlin e. V.“, der erste in Deutschland, und wird dessen Vorsitzender. 1849 Eduard Fürstenberg gründet den „Zentralverein für das Wohl der Taubstummen in Berlin e. V.“, den er bis zu seinem Tod leitet. | 1834 Das erste der berühmten „Taubstummenbankette“ in Paris wird durchgeführt. Organisator ist Ferdinand Berthier (1803–1886), der neben Jean Massieu (1772–1846) und Laurent Clerc (1785- 1869) zu den berühmtesten Lehrern für Taube in Frankreich gehört. Später wird von diesem Jahr gesagt, dass „Es das Jahr war, in dem die Taubstummen eine Art Selbstbestimmung für sich begründeten, die bis heute andauert.“ (Bernard Mottez, Paris) 1834 Der französische Taubstummen-Verband wird gegründet | 1843 In den USA gibt es jetzt sechs weitere Schulen für Taube: in New York (seit 1818), Pennsylvania (seit 1820), Kentucky (seit 1823), Ohio (seit 1827), Virginia (seit 1838) und Indiana (seit 1843). Die Hälfte der Lehrer an diesen Schulen ist selbst taub. |
| 1850 | | |
| – Keine bekannten Ereignisse – | – Keine bekannten Ereignisse – | 1856 Der Journalist und Politiker Amos Kendall wird wie viele andere Bürger von Washington, DC, um Zuwendung gebeten für eine Schule für taube und blinde Kinder. Als Kendall erfährt, dass die Kinder, die zum großen Teil aus dem Staate New York stammen, nur in geringem Umfang versorgt werden, ersucht Kendall die Behörden mit Erfolg um ihre Eingemeindung. Er stiftet darüber hinaus zwei Acres seines Besitzes in Washington, DC für die Gründung der Schule. 1857 Das „Columbia Institution for the Deaf and Dumb and the Blind“ wird in Washington, DC gegründet, erster Direktor wird Edward Miner Gallaudet, der spätgeborene Sohn von Thomas Hopkins Gallaudet. Patronin der Schule wird die ebenfalls taube Witwe von T.H. Gallaudet, Sophia Fowler Gallaudet. |
| 1860 In Preußen beginnt die Abspaltung der „Taubstummenschule“ von der Volksschule. | – Keine bekannten Ereignisse – | 1860 Die tauben Kinder von Martha’s Vineyard, die das American Asylum in Connecticut besuchen, bleiben dort bis zum 15 oder gar 20. Lebensjahr. Sie heiraten später oft andere Schüler dieser Einrichtung, die aus anderen Gründen und eventuell auch mit anderen Erbanlagen ertaubt sind. Die hörenden Personen auf der Insel heiraten ihrerseits auch in auswärtige Familien ein. Als Folge davon geht die Zahl der taub geborenen Kinder auf der Insel drastisch zurück. 1870 wird in der Ortschaft Chilmark nur noch ein taubes Kind geboren, um die Jahrhundertwende gibt es nur noch 15 Taube auf der Insel, von denen der letzte 1952 stirbt. |
| 1869 Otto Friedrich Kruse warnt 1869 vor dem Oralismus mit seiner Schrift „Zur Vermittlung der Extreme in der sogenannten deutschen und französischen Taubstummenunterrichtsmethode.“ | 1866 Léon Vaisse (1859–1872) war zuerst behördlicher Beurteiler der Artikulationskurse, bereiste 1842 die Gehörlosenschulen der Schweiz, Deutschlands und Hollands. 1866 wird er Direktor des Pariser Nationalinstituts. Mit Hilfe eines teilweise neuen Kollegiums gelingt es ihm, den Artikulationsunterricht und das Ablesen in das allgemeine Programm aufzunehmen. Sein Bemühen um den Artikulationsunterricht hat hier wenig Erfolg, angeblich wegen der Indifferenz des Verwaltungsrates und dem passiven Widerstand des Kollegiums, von dessen sechs Professoren (Lehrer) vier taub sind und daher den Artikulationsunterricht nicht übernehmen können. Vaisse tritt 1872 von seinem Amt zurück. | 1863 1860 zieht der Taubstummenlehrer Philip A. Emery von Indianapolis in das Wakarusa-Tal in Kansas. Sein dortiger Nachbar Jonathan R. Kennedy ist Vater dreier tauber Kinder, der Emery bittet, eine Schule für diese einzurichten. Emery mietet eine Hütte mit zwei Räumen in Baldwin City. Am 26. Februar 1863 verfügt Gouverneur Thomas Carney die Zahlung von $1.500,- an Emery für den Unterricht tauber Kinder, sowie $4,- per Woche für die Versorgung jedes Kindes im Alter zwischen acht und 21 Jahren. Damit wird die erste Schule für Taube in Kansas eingerichtet. 1864 US-Präsident Abraham Lincoln unterzeichnet eine Verordnung, mit der dem nunmehrigen „American Asylum for the Education and Instruction of Deaf and Dumb“ der Status eines College garantiert wird. Der Name der Einrichtung wird geändert in „National College for the Deaf and Dumb“. Gardiner Greene Hubbard, späterer Geschäftspartner von Alexander Graham Bell schickt seine taube Tochter Mabel, spätere Ehefrau von Bell, nach Deutschland zum Schulbesuch. Die Ergebnisse davon beeindrucken Hubbard so, dass er der Regierung von Massachusetts vorschlägt, eine oral orientierte Schule für Taube einzurichten. Durch Vermittlung eines Freundes wird Hubbard bekannt mit Harriet B. Rogers, die einige taube Kinder unterrichtet. Finanziert von Hubbard kann Harriet B. Rogers 1866 in Chelmsford eine Schule mit fünf Kindern einrichten. 1865 Die blinden Schüler verlassen das College und das Institut wird in „Columbia Institution for the Deaf and Dumb“ umbenannt, während das College das „National Deaf-Mute College“ wird. Es wird später das „Gallaudet College“ bzw. die „Gallaudet University“. 1866 Melville Ballard ist der erste diplomierte Absolvent mit dem Grad eines „Bachelor of Science“. 25 Studenten aus 16 Unionsstaaten besuchen das College. 1867 Gallaudet reist durch mehrere europäische Länder um die Methoden an bekannten Schulen für Taube zu studieren. Nach seiner Rückkehr empfiehlt er die Einrichtung von Sprech- und Lippenleseklassen für diejenigen Schüler, die dafür positive Ansätze erkennen lassen. Der spätertaubte Kaufmann John Clarke in Northampton, Massachusetts, setzt einen Fonds von 50.000 Dollar aus für die Gründung einer Schule für Taube in seinem Heimatort. Der Gouverneur von Massachusetts stellt die Verbindung her zwischen Clarke, Hubbard und Harriet B. Rogers. Mit dem Geld von Clarke richten sie in Northampton die erste dauerhafte oral (lautsprachlich) orientierte Schule für Taube in den USA ein, die heutige „Clarke School for the Deaf / Center for Oral Education“. Damit beginnt auch in Amerika eine Kampagne für die „Orale Methode“. Aktiv gestützt durch die Präsidenten Calvin B. Coolidge ( –1929), verheiratet mit der Clarke-School-Lehrerin Grace Goodhue und John F. Kennedy ( –1963), ehemaliger Senator von Massachusetts, nimmt die Clarke School eine führende Rolle in Bewegung zur oralen Schulerziehung ein. |
| 1870 | | |
| 1870 Preußen: Die begonnene Trennung der Taubstummenschule aus der Volksschule wird per Gesetz festgeschrieben, es erfolgt der Aufbau des Sonderschulwesens. Obwohl die Verallgemeinerungsbewegung (1821 – ca. 1860) gescheitert ist, hat sie mit vielen Schulen in Europa, in denen die hörenden und taubstummen Schüler zusammen Unterricht erhielten, für die Verbreitung der oralen Methode gesorgt. Der „Oralismus“ wird ideologisch und politisch zum Durchsetzungskampf motiviert. 1872 Eduard Fürstenberg gibt die Zeitschrift „Der Taubstummenfreund“ heraus. 1873 Organisation der ersten Taubstummenkongresse durch Eduard Fürstenberg. Dieser lädt die Vorsitzenden der schon bestehenden deutschen „Taubstummenvereine“ zu einer Versammlung nach Berlin ein. Dieses Treffen gilt als der „Erste deutsche Taubstummen-Kongreß“. Ihm folgten: Wien 1874, Dresden 1875, Leipzig, 1878, Prag 1881, Stockholm 1884, Hamburg 1892, Wiesbaden 1894, Nürnberg 1896, Stuttgart 1899, Berlin 1902, Leipzig 1905, München 1908, Hamburg 1911, Breslau 1914. 1874 Deutscher Taubstummen-Kongreß in Wien 1874. Es wurden auf den Kongressen auch Schulfragen diskutiert: Schulpflicht, Schulzeitverlängerung, Fortbildungsmerkmale, Kindergarten, Schulen für Schwachbegabte, Lehrerbildung. Es wird eine Resolution verfasst, die darauf abzielt, dass die gehörlosen Gehörlosenlehrer an den Schulen verbleiben und dass die Gebärdensprache an den Schulen erhalten bleiben soll. | 1872 Leon Vaisse tritt als Direktor des Pariser Nationalinstituts zurück. Sein Nachfolger wird Martin Etcheverry. Er hält an dem vorwiegend gebärdesprachlichen Unterricht fest, tritt jedoch vermittelnd auf. 1875 Isaac und Eugene Pereire, Sohn und Enkel von Jacob Rodrigues Pereira, die in Paris zu Wohlstand und Einfluss kamen, wollen das Ansehen ihres Vorfahren, der stets im Schatten de l’Epées stand, wahren, indem sie die „Pereire-Gesellschaft“ gründen und eine Lautsprachenschule mit neun Schülern eröffnen. Direktor wird Marius Magnat, der in der von Renz in Genf 1866 errichteten Schule in der Zeit von 1872 bis 1875 wirkte. Vorgänger Magnats an der Schule in Genf war Jacques Hugentobler (1869–1872), der später in Frankreich tätig wird und großen Einfluss nimmt. 1876 Etcheverry stellt in seiner Schrift „Die Taubstummen in Frankreich und Deutschland“, Cöslin 1880, die Methoden dieser Länder einander gegenüber und kommt zu dem Ergebnis, dass die Unterschiede nicht so erheblich sind. „Wenn man aus Anlaß der beim Taubstummenunterricht angewandten Mittel den gegenwärtigen Zustand (1876) der Dinge in Frankreich genau prüft, so wird man ohne Mühe erkennen, daß die Differenz der Methoden ziemlich unbedeutend ist… Der Schulunterricht im „Institution de Paris“ umfasst drei Kurse: - Der Kursus des Elementarunterrichts (le cours d'instruction élémentaire) führt die Schüler in die ersten Prinzipien der Grammatik ein. - Der Kursus des Primärunterrichts (le cours d'instruction primaire) lehrt eine mehr ausgebreitete Anwendung dieser Prinzipien. - Der Komplementärkurs (le cours complimentaire) hat zum Zweck, die Schüler in der Sprache der Nation (Französisch) denken und sprechen zu lehren. Der Verkehr zwischen dem Lehrer und den Schülern findet gegenseitig ausschließlich mit Hilfe der Schrift und der Phonomimie (Lautsprache) statt. Die Zeichensprache ist streng verboten. Ab der Aufnahme in diesem Kurs beginnt der Schüler sich der in der Gesellschaft gebräuchlichen Umgangssprache zu bedienen… Die Schule von Paris lehrt das Wort zwar nicht allen Taubstummen, aber doch denjenigen Schülern, welche schon gesprochen haben, welche einen gewissen Grad von Gehör haben, oder welche, taubstumm geboren, zu sprechen wünschen, gute Begabung und guten Willen zeigen. Von über 200 Schülern haben 60 Artikulationsunterricht… Die Wahl der Kinder, welche sich zum Artikulationskurs eignen, findet einige Tage nach der Aufnahme der Schüler in der Anstalt statt.“ Aus: „Die Taubstummen in Deutschland und Frankreich“, Martin Etcheverry, 1880 zitiert nach Wolfgang Vater (Memento vom 5. Juni 2004 im Internet Archive) | 1868 – 1873 Alexander Graham Bell gibt in Edinburgh Sprechunterricht für taubstumme Kinder, studiert dazu bis 1870 Anatomie und Physiologie der menschlichen Stimme. 1870 siedelt er mit seinen Eltern nach Kanada über, wo sein Vater eine Lehrtätigkeit ausübt. 1871 geht Bell als Taubstummenlehrer an die in Northampton eingerichtete spätere „Clarke School“ in Massachusetts, USA. Bell bleibt danach für den Rest seines Lebens Mitglied des Aufsichtsrats der Schule und wird in seinen letzten fünf Lebensjahren auch dessen Vorsitzender. Angeblich betrachtet Bell sich selbst in erster Linie immer als „Taubstummenlehrer“ und weniger als Erfinder. 1872 eingeladen von Gallaudet, lernt Bell am American Asylum in Hartford Gebärdensprache und gibt Unterricht in Lautsprache. 1873 übernimmt Bell eine Professur für Sprechtechnik und Stimmphysiologie an der Universität Boston. Er wird einer der engagiertesten Befürworter des lautsprachlich orientierten Erziehungsprinzips für Taubstumme. George Veditz, Präsident der „National Association of the Deaf“ nennt Bell später (1907) „den Feind, den die amerikanischen Gehörlosen am meisten zu fürchten haben“. |
| 1876 In einer Publikation namens „Organ“ 1876, Nr. 1, S. 7 äußert O. Danger in kräftigen Worten sein Missbehagen, über die „Massenversammlungen der Taubstummen“. Gemeint sind die jährlich in Hannover, später in Berlin stattfindenden Kirchentage. „So halte ich es auch dieses Jahr für meine Pflicht, wieder auf die Massenversammlungen der Taubstummen in Berlin und auf die Gefahren hinzuweisen, welche sie auf unsere jetzigen und einstigen Schüler ausüben.“ | 1878 Im Rahmen der Weltausstellung in Paris wird ein Kongreß über Taubstumme organisiert. Den Vorsitz übernimmt Léon Vaisse, nachdem Etcheverry abgelehnt hatte, Vizepräsident ist E. Rigault. Am Kongreß nahmen 27 Teilnehmer teil, davon 23 aus Frankreich, aus Deutschland erschien niemand. Folgende Themen werden behandelt: - Taubstummen-Statistik. - Ursachen der Taubheit. (Ref. Hugentobler.) - Psychologie des Taubstummen. - Aufgabe der Familie in der Taubstummen-Erziehung. - Der Taubstumme in der Volksschule. - Vereinigung der beiden Geschlechter in derselben Anstalt. - Gegenwärtiger Zustand der Tbst.-Bildung. - Ursachen der zum Theil unbefriedigenden Erfolge im Tbst.-Unterrichte. - Unterrichts-Methoden. - Lehr- und Stundenplan. (Ref. Hugentobler.) - Taubst.-Lehrer-Bildung - Taubst.-Lehrer-Versammlungen. Der Kongress beschließt ferner, alle drei Jahre einen internationalen Taubstummen-Lehrer-Kongress einzuberufen, wobei die zweite Versammlung ausnahmsweise schon 1880 in Como (Italien) durchgeführt werden soll. | 1876 A.G. Bell versucht einen „harmonischen“ Telegrafenapparat zur gleichzeitigen Übertragung mehrerer Informationen zu entwickeln und entdeckt dabei, dass statt Impulsen auch Tonfolgen übertragen werden können. Er kann diesen Zufall nicht wiederholen, bekommt aber Kenntnis von den Arbeiten von Elisha Gray und Antonio Meucci. Bell reicht am 10. März 1876 nur zwei Stunden vor Gray einen eigenen Patentantrag für das spätere Telefon ein. Ihm kommt dabei zugute, dass er nach neuestem Recht kein funktionierendes Modell vorlegen muss, ferner auch, dass Meucci zwar schon 1871 einen vorläufigen Patentantrag eingereicht hat, jedoch die Gebühren dafür nur bis 1874 zahlen konnte. 1877 Bell gründet zusammen mit Thomas Sanders and Gardiner G. Hubbard unter Einschluss seines Assistenten Thomas Watson die Bell Telephone Company. Zwei Tage später heiratet Bell die taube Tochter Mabel seines Geschäftspartners Hubbard. Bereits vorher lehrte er sie zu sprechen und von den Lippen zu lesen. |
| – Keine bekannten Ereignisse – | 1879 Im Anschluss an den Pariser Weltkongress findet in Lyon die erste nationale Konferenz zur Verbesserung des Schicksals der Taubstummen statt. Aufgrund der Widersprüchlichkeit von Aussagen und Empfehlungen sendet das französische Ministerium seinen Generalinspektor Oscar Claveau und die Mutter Oberin der von Pereire gegründeten Schule in Bordeaux auf eine Rundreise zu 15 lautsprachlichen Schulen. In dem abschließenden Bericht empfehlen sie die lautsprachliche Methode. Das Ministerium ordnet daraufhin an, die Schule in Bordeaux lautsprachlich zu führen und ältere, die Gebärde verwendende Schüler von den neuen zu trennen. Gesprochenes Französisch ist an allen staatlichen Schulen Unterrichtssprache. Der Direktor Etcheverry des Pariser Instituts wird durch den Hals-Nasen-Ohrenarzt Luis Peyron ersetzt. Dies geschieht vor dem Hintergrund, dass das Pariser Nationalinstitut nach wie vor der Gebärdenmethode eine Priorität einräumt. Es stehen sich in Frankreich damit zwei unterschiedliche Methoden gegenüber. | 1879 A.G. Bell gelingt es, das von ihm vorläufig nur als Patentantrag formulierte Telefon in einer gebrauchstüchtigen Form zu realisieren. Damit beginnt die weltweite Verbreitung des Telefons. Bell, der stets vorgab, die Tauben fördern zu wollen, verbreitet damit ironischerweise ein System, das später zum Kommunikations-Standard im Beruf, Geschäftsleben und Alltag wurde, jedoch durch seine Nicht-Nutzbarkeit für Taube diese ausgrenzte und ihre Chancen jahrhundertelang sehr nachhaltig minderte. |
| 1880 | | |
| – Keine bekannten Ereignisse – | 1880 Auch im Pariser Nationalinstitut gibt es inzwischen Verallgemeinerungsbestrebungen. Martin Etcheverry schreibt in „Die Taubstummen in Deutschland und Frankreich“, „Die Zeichensprache ist dort [im Pariser Institut] streng verboten. Ab der Aufnahme in diesem Kurs beginnt der Schüler sich der in der Gesellschaft gebräuchlichen Umgangssprache zu bedienen […] Die Schule von Paris lehrt das Wort zwar nicht allen Taubstummen, aber doch denjenigen Schülern, welche schon gesprochen haben, welche einen gewissen Grad von Gehör haben, oder welche, taubstumm geboren, zu sprechen wünschen, gute Begabung und guten Willen zeigen. Von über 200 Schülern haben 60 Artikulationsunterricht […] Die Wahl der Kinder, welche sich zum Artikulationskurs eignen, findet einige Tage nach der Aufnahme der Schüler in der Anstalt statt.“ | 1880 Gründung der „National Association of the Deaf“ der Vereinigten Staaten Am 27. Juni 1880 wird die später durch eine Krankheit taubblinde Helen Keller in Tuscumbia, Alabama, geboren. Nicht zuletzt durch begünstigende Umstände ihres wohlhabenden Elternhauses gelingt ihr eine erfolgreiche Bewältigung ihres Schicksals. Als Schriftstellerin und Person des öffentlichen Interesses erreicht sie später Weltruhm. |

### Ereignisse in anderen Ländern im gleichen Zeitraum
Spanien, 1805
Im Januar dieses Jahres wird in Madrid die Königliche Schule für Taubstumme eröffnet. Einer der Lehrer ist der selbst taube Künstler Roberto Prádez y Gautier (1772–1836).
England, 1890
Am 24. Juli wird die „British Deaf and Dumb Association“ (BDDA, der späteren British Deaf Association) gegründet. Allgemein erwartet wird, dass der 29-jährige taube Francis Maginn zum neuen Vorsitzenden gewählt wird. Maginn hatte bereits in den USA bei Edward Miner Gallaudet hospitiert, war Präsident der Vorgängerorganisation „Königlicher Taubstummenbund“ und Teilnehmer am Internationalen Taubstummenkongress 1889 in Paris. Statt seiner wird jedoch der 41-jährige hörende Reverend William Bloomefield Sleight zum Vorsitzenden gewählt.